# Oficjalna Irlandzka Armia Republikańska
Oficjalna Irlandzka Armia Republikańska (ang. Official Irish Republican Army, OIRA, irl. IRA Oifigiúil) – republikańska organizacja terrorystyczno-paramilitarna z Irlandii Północnej.

## Historia
Utworzona w 1969 roku w wyniku rozpadu Irlandzkiej Armii Republikańskiej (IRA). Była skonfliktowana z Prowizoryczną Irlandzką Armią Republikańską (PIRA). Członkowie obu grup sporadycznie walczyli ze sobą, choć zdarzało się im też współpracować. W 1970 roku kilka oddziałów OIRA przeszło na stronę PIRA. 
Miała na koncie zamachy terrorystyczne. W 1972 roku ogłosiła zawieszenie broni, niemniej jednak do 1979 roku przeprowadzała pojedyncze ataki. Uważa się, że do 1979 roku zabiła nie więcej niż 50 osób. Największym zamachem OIRA był atak na brytyjską bazę wojskową w 1972 roku, w którym zginęło 7 żołnierzy. 
Po 1972 roku członkowie grupy w większości zrezygnowali z prowadzenia walki zbrojnej (choć grupa posiadała broń do lutego 2010 roku). Duża część aktywistów OIRA zaangażowała się w działalność północnoirlandzkiego ruchu socjalistycznego. W 1975 roku aktywiści OIRA zabili lidera konkurencyjnej Saor Éire, tym samym doprowadzając do rozpadu tejże organizacji. W 2010 roku OIRA dokonała samorozwiązania.
Politycznym skrzydłem OIRA była tzw. Oficjalna Sinn Féin, która w 1977 roku zmieniła nazwę na Sinn Féin – Partia Robotnicza, a w 1982 roku na Partia Robotnicza.
W 1972 roku w grupie doszło do rozłamu. Grupa aktywistów odeszła z OIRA w proteście przeciwko ogłoszeniu zawieszenia broni i utworzyła Irish National Liberation Army (INLA).

## Ideologia
Głosiła poglądy nacjonalistyczne, republikańskie i marksistowskie. Jej celem było zjednoczenie w niepodległą republikę Irlandii Północnej i Irlandii.